# Poul-Erik Thygesen
Poul-Erik Thygesen (* 17. Juli 1950 in Gentofte) ist ein ehemaliger dänischer Fußballspieler.

## Karriere
Thygesen kam 1973 vom dänischen Verein B 1903 Kopenhagen zu Werder Bremen. An der Weser unterschrieb er einen Vertrag ab Dezember. Sein Debüt in der Bundesliga gab er am 18. Spieltag der Saison 1973/74, er wurde in der 65. Spielminute beim Heimspiel gegen den 1. FC Kaiserslautern für Bernd Brexendorf eingewechselt. 15 Minuten später erzielte er die 2:0-Führung (Endstand 3:1) Eine Woche später, Werder war zu Gast beim VfB Stuttgart, wurde er in der 66. Spielminute eingewechselt und erzielte zehn Minuten später den Ausgleich zum 2:2-Endstand. Nach zwei Toren in seinen ersten beiden Spielen wurde er von Trainer Sepp Piontek am 20. und 22. Spieltag mit der Aufstellung in der Startelf belohnt. In der Restsaison spielte er regelmäßig als Ergänzungsspieler. In der Spielzeit kam er auf 13 Einsätze mit vier Treffern. In der nächsten Saison 1974/75 absolvierte Thygesen weitere sieben Bundesligaspiele.
Ende Oktober 1975 wechselte er in die Schweiz zum FC Winterthur, wo er als Ersatz für den Iren John Conway verpflichtet wurde und während zwei Saisons spielte. Während seiner Zeit in Winterthur war er mit je 11 Toren pro Saison der torgefährlichste Stürmer der Eulachstädter und klassierte sich in der Saison 1975/76 auf Platz 4 der Torschützenliste. Jedoch konnten auch seine Tore den Abstieg der Eulachstädter im Sommer 1977 nicht mehr verhindern und Thygesen kehrte nach Dänemark zurück.
Zurück in Dänemark spielte er während einer Saison für den Glostrup IC und zum Abschluss seiner Karriere erneut bei B 1903 Kopenhagen.